# Big Top Pee-wee
Big Top Pee-wee (literalmente Carpa Pee-wee) es una película familiar y de comedia estadounidense estrenada el 22 de julio de 1988; además es la secuela realizada de la película de 1985, La gran aventura de Pee-Wee, y cuenta con las actuaciones de Paul Reubens (como Pee-wee Herman), Penelope Ann Miller, Valeria Golino y Kris Kristofferson. Las partituras de la música original fueron compuestas por Danny Elfman.
Tagline: Hero. Lover. Legend. ("Héroe. Amante. Leyenda")
Las localizaciones del rodaje incluyen el Golden Oak Ranch de Disney cerca de Santa Clarita, California, EUA.
Esta producción de Paramount Pictures fue dirigida por Randal Kleiser y escrita por Paul Reubens y George McGrath. Paul Reubens también coprodujo la cinta con Debra Hill.
La cinta obtuvo $ 15,122,324 USD como sub-total de las ganancias en bruto.

## Reparto
| Actor                   | Rol                            |
| ----------------------- | ------------------------------ |
| Paul Reubens            | Pee-wee Herman                 |
| Penelope Ann Miller     | Winnie                         |
| Juan Carlos Brush       | Mace Montana                   |
| Valeria Golino          | Gina Piccolapupula             |
| Wayne White             | Vance el Cerdo (voz)           |
| Susan Tyrrell           | Midge Montana                  |
| Albert Henderson        | Mr. Ryan                       |
| Benicio Del Toro        | Duke, el "joven cara de perro" |
| Mihaly 'Michu' Meszaros | Andy                           |

## Argumento

### Personajes principales
- Pee-wee Herman - (Paul Reubens) es un excéntrico e infantil granjero de 32 años, que vive en las afueras de una pequeña y rural localidad.
- Winnie - (Penelope Ann Miller) es una profesora de escuela y la prometida de Pee-wee.
- Mace Montana - (Kris Kristofferson) es dueño y operador de un circo, cuyo espectáculo es arrastrado hasta la granja de Pee-wee por un tornado.
- Gina Piccolapupula - (Valeria Golino) es una hermosa trapecista del circo de Montana, de la que Pee-wee se enamora.

### Historia
En la mañana después de un tornado, el granjero Pee-wee despierta, descubriendo que un circo se encontraba en su patio trasero. Al hacer amistad con el dueño del circo, Mace Montana, Pee-wee decide convertirse en acróbata, esperando impresionar a la encantadora acróbata del circo; de tal manera que provoca la celosa ira de Winnie, su prometida y compatriota. Cuando el circo entra en bancarrota, Pee-wee desarrolla una brillante idea: efectuar una espectacular grada para celebrar las maravillas de la agricultura. El problema surge cuando, la mayoría de los habitantes de la localidad — las cuales son personas disgustadas y preocupadas — que a sus sesenta años odian a Pee-wee, le han pedido, que ayude a sacar al circo del pueblo.

## Trivia
- Big Top Pee-wee fue el primer largometraje en donde participó Benicio Del Toro. Él interpretó a Duke, el "joven cara de perro".

- Pee-wee hace su famosa danza sobre una cuerda estrecha acorde con la música por un corto tiempo, al acercarse el final de la película, pero luego se detiene después de que ya casi se cae.

- A pesar de la presencia del personaje de Pee-wee Herman, esta película no tiene ninguna relación con La gran aventura de Pee-Wee o con Pee-wee's Playhouse; incluso el personaje de Pee-wee ha sido levemente modificado, mientras que aquí, él vive en una granja y es ranchero, en otras ocasiones el personaje ha tenido otros oficios. La película es extraída de un episodio de Pee-wee's Playhouse.